# Bisaltes triangularis
Bisaltes triangularis es una especie de escarabajo longicornio del género Bisaltes, subfamilia Lamiinae. Fue descrita científicamente por Breuning en 1940.
Se distribuye por Brasil y Paraguay. Posee una longitud corporal de 9-10 milímetros. El período de vuelo de esta especie ocurre en los meses de enero, febrero y diciembre.